# Jan Řápek
Jan Řápek (* 27. května 1993 Chomutov) je český novinář, od září 2025 zahraniční zpravodaj České televize v Polsku.

## Život
V letech 2009 až 2013 absolvoval Gymnázium Chomutov. Následně mezi roky 2013 a 2019 vystudoval žurnalistiku na Fakultě sociálních věd Univerzity Karlovy v Praze, kdy v roce 2018 absolvoval zahraniční studijní pobyt na Varšavské univerzitě v Polsku.
V období 2011 až 2014 pracoval ve společnosti eSport.cz, která nabízí digitální a webové služby z oblasti sportu (konkrétně v letech 2011 až 2014 reportoval o dění v klubu Piráti Chomutov a k tomu mezi roky 2013 a 2014 ještě o klubu HC Lev Praha). Mezi roky 2014 až 2017 působil jako elév ve společensko-publicistickém týdeníku Dotyk, který je vydáván pouze prostřednictvím tabletů.
Mezi roky 2014 a 2018 externě spolupracoval s Českým rozhlasem, nejprve byl webeditorem portálu stanice Dvojka (2014 až 2016) a později redaktorem zpravodajského serveru iROZHLAS (2016 až 2018). V letech 2015 až 2024 působil jako člen Mediálně marketingové komise České softballové asociace.
V říjnu 2018 nastoupil do zahraniční redakce České televize. Během let 2023 až 2025 pravidelně pokrýval situaci na východě válkou zasažené Ukrajiny. Je spoluautorem knihy Zápasící Ukrajina (2024). Od září 2025 se stal zahraničním zpravodajem České televize v Polsku, kde vystřídal Andrease Papadopulose.